# Miroslav Dostál
Miroslav Dostál (* 1923) je československý basketbalista, stříbrný medailista z Mistrovství Evropy 1947.
Patřil mezi opory basketbalového týmu Sokol Brno I. / Zbrojovka Brno a reprezentace Československa, se kterou se zúčastnil Mistrovství Evropy 1947 v Praze, na kterém s týmem získal stříbrné medaile. Za reprezentaci Československa v letech 1946 až 1951 hrál celkem 10 zápasů, z toho na Mistrovství Evropy 4 zápasy, v nichž zaznamenal 23 bodů.
V československé basketbalové lize hrál 5 sezón (1946-1951). S týmy Brna jako hráč byl v letech 1946 až 1951 pětkrát mistrem Československa.

## Sportovní kariéra

### Hráč klubů
- 1945-1949 Sokol Brno I. 4x mistr republiky (1946, 1947, 1948, 1949)
- 1951 Zbrojovka Brno, 1x mistr republiky (1951)
- Československá basketbalová liga - celkem 5 sezón a 5 medailových umístění: 5× mistr Československa (1946, 1947, 1948, 1949, 1951)

### Československo
- Mistrovství Evropy v basketbale mužů 1947 Praha (23 bodů /4 zápasy) 2. místo
- Za reprezentaci Československa v letech 1946-1951 celkem 10 zápasů